# Arnaud Vidal de Castelnaudari
Arnaud Vidal de Castelnaudari (* 13./14. Jahrhundert in Castelnaudary; † 14. Jahrhundert) war ein mittelalterlicher, okzitanischer Dichter und Troubadour des 14. Jahrhunderts  aus Castelnaudary.
Vidal veröffentlichte im Jahr 1318 den Roman in Versform Guilhem de la Barra. Dieser Roman war im Jahr 1866 von dem französischen Philologen Paul Meyer wiederentdeckt und später in moderner französischer Sprache herausgegeben worden. Vidal war 1323 an der Gründung des bürgerlichen Dichterkreises der Gai Saber, der Fröhlichen Wissenschaft, in Toulouse beteiligt. Er gewann mit einem Lobgedicht auf die Jungfrau Maria den von diesem Dichterkreis ins Leben gerufenen allerersten mittelalterlichen Dichterwettbewerb der Jocs Florals im Jahr 1324 und erhielt dafür das Goldene Veilchen.